# Anne Kremer
Anne Kremer (ur. 17 października 1975 w Luksemburgu) – luksemburska tenisistka.

## Kariera tenisowa
Występy na arenie międzynarodowej rozpoczęła już w wieku szesnastu lat, w 1991 jednak nie osiągała w nich znaczących sukcesów oprócz kilku zwycięstw w turniejach ITF. W 1995 zadebiutowała w turnieju głównym imprezy WTA w Los Angeles, gdzie pokonując rywalki w eliminacjach i Izraelkę Annę Smasznową w pierwszym pojedynku doszła do drugiej rundy.
We wrześniu 1998 otrzymała status profesjonalny. Jest zawodniczką praworęczną z oburęcznym backhandem. Pierwszym turniejem, w którym zagrała jako zawodowa tenisistka był bardzo udany US Open. Dochodząc do drugiej rundy wygrała z rywalkami eliminacyjnymi i z Indonezyjką Yayuk Basuki. W tym roku zwyciężyła także w prestiżowym turnieju ITF w amerykańskim Albuquerque grając jako kwalifikantka. Rok później w Tajlandii – w Pattayi przegrała w finale ze wschodzącą wówczas bułgarską gwiazdą – Magdaleną Maleewą. Na pierwsze zwycięstwo nie musiała czekać długo – do stycznia 2000 – kiedy to zwyciężyła w australijskim Auckland. W tymże roku doszła także do ćwierćfinału w Toronto podczas Du Maurier Open i zwyciężyła w Pattaya.
Przez kolejny rok podtrzymywała wysoką formę, która wzrosła w 2002 kiedy po odpadnięciu w drugiej rundzie w Stanford wkroczyła do czołowej dwudziestki rankingu WTA. Jednak jej największym sukcesem w tamtych latach był półfinał imprezy w Amelia Island, gdzie po pokonaniu Francuzek Amélie Mauresmo i Sandrine Testud przegrała z Venus Williams.
W turniejach wielkoszlemowych występowała już od 1996 roku, kiedy to zagrała w pierwszej rundzie Wimbledonu. Czterokrotnie grała w drugiej rundzie Australian Open (ostatnio w 2003). W 2002 r. w trzeciej rundzie French Open. Na tym samym etapie grała dwukrotnie w Wimbledonie. W latach 1998–2000 swój udział w US Open kończyła na drugiej rundzie.
Trzykrotnie reprezentowała Luksemburg na igrzyskach olimpijskich: w 1996 2000 i 2004.
W 2014 roku po udziale w turnieju WTA w Luksemburgu zakończyła karierę.

## Życie prywatne
Jej coachem jest Henri Faberga. Należy do zawodniczek, które lubią grać na kortach twardych lub trawiastych. Ojciec, Jean, jest inżynierem. Matka, Ginette, nauczycielką wychowania fizycznego. Jej brat, Gilles, również zajmuje się zawodowo tenisem ziemnym (na razie w gronie juniorów). Mówi biegle w języku angielskim, francuskim, niemieckim i luksemburskim, a w przyszłości planuje zajmować się tłumaczeniem.

## Finały turniejów WTA
| Legenda                | Legenda |
| ---------------------- | ------- |
| Wielki Szlem           |         |
| Igrzyska olimpijskie   |         |
| WTA Tour Championships |         |
| 1988 – 2008            |         |
| Kategoria I            |         |
| Kategoria II           |         |
| Kategoria III          |         |
| Kategoria IV           |         |
| Kategoria V            |         |

### Gra pojedyncza
| Końcowy wynik | Nr | Data              | Turniej   | Nawierzchnia | Przeciwniczka     | Wynik finału  |
| ------------- | -- | ----------------- | --------- | ------------ | ----------------- | ------------- |
| Finalistka    | 1. | 20 listopada 1999 | Pattaya   | Twarda       | Magdalena Maleewa | 6:4, 1:6, 2:6 |
| Zwyciężczyni  | 1. | 8 stycznia 2000   | Auckland  | Twarda       | Cara Black        | 6:4, 6:4      |
| Zwyciężczyni  | 2. | 19 listopada 2000 | Pattaya   | Twarda       | Tatjana Panowa    | 6:1, 6:4      |
| Finalistka    | 2. | 22 kwietnia 2001  | Budapeszt | Ceglana      | Magdalena Maleewa | 6:3, 2:6, 4:6 |